# Обсерватория Аллегейни
Обсерватория Аллегейни — астрономическая обсерватория, основанная в 1859 году в Питтсбурге, Пенсильвания, США. Обсерватория принадлежит Питтсбургскому университету и входит в состав факультета физики и астрономии. Здание обсерватории включено в национальный реестр исторических мест.

## Руководители обсерватории
- 1859—1888 гг — Лэнгли, Сэмюэл Пирпонт — первый директор
- 1891—1898 гг — Килер, Джеймс Эдуард
- 1898—1900 гг — en:John Brashear

## История обсерватории
Обсерватория была основана в 1859 году в пригороде Питтсбурга — городке Аллегейни (в 1907 году городок вошел в состав города Питтсбург) группой богатых промышленников, именовавших себя «Allegheny Telescope Association». Первоначально обсерватория ставила перед собой задачу популяризации астрономии. После 1867 года обсерватория была передана Университету. 18 ноября 1883 года из обсерватории был подан по телеграфу первый сигнал точного времени для железных дорог США и Канады. Сигнал подавался в полдень по восточному времени. Это время и по сей день используется в службе времени США. Услуга была платная и она окупала все расходы обсерватории до 1920 года, пока Военно-морская обсерватория США не начала давать сигнал времени бесплатно. Основное здание обсерватории было построено в 1900—1912 годах архитектором Thorsten E. Billquist. С 1972 года en:George Gatewood начал использовать обсерваторию для поиска экзопланет астрометрическим методом.

## Инструменты обсерватории
- Thaw Memorial Refractor, фотографический — 30 дюймов — построен в 1914 году
- Keeler Memorial Reflector (не работает) — 30-дюймовый кассегрен
- Fitz-Clark рефрактор — 13 дюймов — был уже в 1872 году

## Направления исследований
- Солнечные пятна
- Служба времени
- Поиск экзопланет астрометрическим методом (XX век)
- Астрометрия астероидов
- Поиск малых компаньонов звезд (методом измерения параллакса)
- Поиск экзопланет фотометрическим способом (XXI век)
- Сейсмология

## Основные достижения
- 1995 астрометрических измерений опубликовано с 1910 по 1990 года[1].
- Первый директор обсерватории Лэнгли, Сэмюэл Пирпонт после ухода со своей должности стал секретарем Смитоновского университета в 1888 году и занялся разработкой летательных аппаратов тяжелее воздуха (самолетов). Его первый беспилотный самолет пролетел более 1 км ещё в 1896 году.
- В честь обсерватории назван астероид (457) Аллегейния, открытый в 1900 году.